# Gato (lớp tàu ngầm)
Lớp tàu ngầm Gato là một lớp tàu ngầm hạm đội được chế tạo cho Hải quân Hoa Kỳ và được hạ thủy trong giai đoạn 1941–1943; chúng là lớp tàu ngầm Hoa Kỳ đầu tiên được chế tạo hàng loạt trong Chiến tranh Thế giới thứ hai. Cùng với các lớp tàu ngầm Balao và Tench tiếp theo, chúng hình thành nên phần lớn hạm đội tàu ngầm của Hải quân Hoa Kỳ trong Thế Chiến II. Được đặt tên theo chiếc dẫn đầu của lớp, Gato (SS-212), lớp Gato và các lớp tiếp nối tạo thành hạt nhân của đội tàu ngầm phục vụ vốn có vai trò lớn nhất trong việc tiêu diệt đội tàu buôn Nhật Bản và một bộ phận tàu chiến của Hải quân Đế quốc Nhật Bản trong Thế Chiến II. Tên Gato xuất phát từ tên một loài trong họ Cá nhám mèo nhỏ. Giống như đa số các tàu ngầm Hoa Kỳ vào thời đó, những chiếc lớp Gato được đặt theo tên các sinh vật dưới nước. Ở một số nguồn tham khảo, lớp Gato có thể được ghép chung với các lớp tàu ngầm tiếp nối, đặc biệt là với lớp Balao.

## Những chiếc trong lớp
Lớp Gato được Quốc hội phê duyệt chế tạo trong Năm Tài chính 1941, như một phần của "tình trạng khẩn cấp giới hạn" mà Tổng thống Franklin D. Roosevelt tuyên bố vào tháng 9, 1939.  Chiếc đầu tiên được đặt lườn trong thực tế lại là Drum (SS-228) tại Xưởng hải quân Portsmouth vào ngày 11 tháng 9, 1940, nhập biên chế vào ngày 1 tháng 11, 1941, và là chiếc lớp Gato duy nhất trong biên chế khi Hoa Kỳ tham chiến. Bản thân Gato (SS-212) chỉ được đặt lườn bởi hãng Electric Boat Company ở Groton, Connecticut vào ngày 5 tháng 10, 1940 và nhập biên chế ngày 31 tháng 12, 1941.
Do có tiềm năng chế tạo lớn, hơn một nữa (41) số tàu trong lớp do hãng Electric Boat chế tạo. Ba đường trượt mới đã được bổ sung tại xưởng tàu phía Bắc và bốn đường trượt được thêm vào xưởng phía Nam để tăng cường năng lực đóng tàu. Ngoài ra chính phủ còn mua lại một xưởng đúc cũ lân cận về phía hạ lưu xưởng tàu chính, xây dựng mười đường trượt và chuyển giao xưởng tàu mới cho Electric Boat. Xưởng Victory trở thành một cơ sở chính trong hoạt động của Electric Boat.
Tổng cộng có 77 chiếc lớp Gato được chế tạo tại bốn địa điểm khác nhau (Electric Boat, Manitowoc, Portsmouth và Mare Island), và đã được cho nhập biên chế từ tháng 11, 1941 (Drum (SS-228)) cho đến tháng 4 năm 1944 (Croaker (SS-246)). Hai mươi trong tổng số 52 tàu ngầm Hoa Kỳ bị mất trong Thế Chiến II thuộc về lớp này, cộng với chiếc Halibut (SS-232) bị hư hại được kéo quay trở về Hoa Kỳ, nhưng được xem là một tổn thất toàn bộ và không được sửa chữa.
Một số nguồn cho rằng chỉ có 73 chiếc lớp Gato được chế tạo, do nhầm lẫn bốn chiếc đầu tiên (SS-361 đến SS-364) được hãng Manitowoc Shipbuilding Company ở Manitowoc, Wisconsin chế tạo theo hợp đồng thứ hai. Những chiếc này thoạt tiên dự định sẽ chế tạo theo thiết kế lớp Balao, nên được gán số hiệu lườn trong khoảng dự định dành cho lớp Balao (SS-285 đến SS-416, SS-425 và S-426). Manitowoc chỉ là nhà chế tạo phụ, sử dụng bản vẽ và kế hoạch do Electric Boat cung cấp cũng như sử dụng cùng một nguồn cung cấp linh kiện. Trong khi các Xưởng hải quân Portsmouth và Mare Island của chính phủ bắt đầu chuyển sang chế tạo theo thiết kế lớp Balao mới vào mùa Hè năm 1942, Electric Boat vẫn chưa hoàn thành hết số tàu Gato được phân bổ cho họ và không thể chuyển sang thiết kế mới cho đến tháng 1 năm 1943. Trong khi đó Manitowoc đã đóng xong số tàu Gato của họ và phải ngừng lại chờ đợi Electric Boat cung cấp bản vẽ và kế hoạch của lớp tàu mới. Vì thế Manitowoc được phép đóng bốn chiếc (SS-361 đến SS-364) theo thiết kế của Gato. Chiếc Balao đầu tiên được Manitowoc chế tạo là chiếc Hardhead (SS-365).

## Hoạt động trong Thế Chiến II

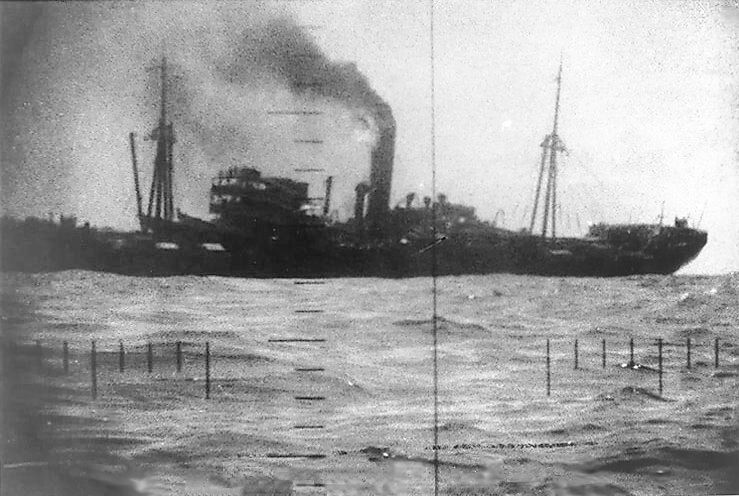
Ảnh chụp quan kính tiềm vọng chiếc tàu buôn Nhật Buyo Maru bị đánh chìm

Mọi chiếc trong lớp Gato, ngoại trừ một chiếc Dorado (SS-248), đều đã hoạt động tại khu vực Mặt trận Thái Bình Dương. Tuy nhiên vào mùa Hè năm 1942, sáu tàu Gato mới đã được phân về Hải đội Tàu ngầm 50 và được gửi đến Rosneath, Scotland để tuần tra tại vịnh Biscay, cũng như để hỗ trợ cho hoạt động đổ bộ trong Chiến dịch Torch tại Bắc Phi. Chúng đã thực hiện tổng cộng 27 chuyến tuần tra nhưng không xác nhận được chiến công nào. Được xem là một sự lãng phí nguồn tài nguyên, vào giữa năm 1943 cả sáu chiếc tàu ngầm đều bị triệu hồi và gửi sang Thái Bình Dương.